# Tour del Porvenir 2015
La 52.ª edición del Tour del Porvenir (nombre oficial en francés: Tour de l'Avenir) fue una carrera de ciclismo en ruta por etapas que se celebró entre el 22 y el 29 de agosto de 2015 en Francia con inicio en la ciudad de Tonnerre y final en Les Sybelles sobre un recorrido total de 966 kilómetros.
La carrera formó parte del UCI Europe Tour 2015, dentro de la categoría UCI 2.Ncup (Copa de las Naciones UCI sub-23 limitada a corredores menores de 23 años.)
La carrera fue ganada por el ciclista Marc Soler de la selección nacional sub-23 de España. El podio lo completaron el ciclista Jack Haig de la selección nacional sub-23 de Australia y el ciclista Matvey Mamykin de la selección nacional sub-23 de Rusia.

## Equipos participantes
| Equipos nacionales (20)- Australia sub-23 - Austria sub-23 - Bélgica sub-23 - Colombia sub-23 - Dinamarca sub-23 - España sub-23 - Estonia sub-23 - Francia sub-23 - Gran Bretaña sub-23 - Alemania sub-23 - Italia sub-23 - Países Bajos sub-23 - Noruega sub-23 - Polonia sub-23 - Portugal sub-23 - Rusia sub-23 - Eslovenia sub-23 - Suiza sub-23 - Ucrania sub-23 - Estados Unidos sub-23 Unknown team category- Equipo mixto UCI sub-23 |
| |

## Recorrido
El Tour del Porvenir dispuso de un prólogo y 7 etapas para un recorrido total de 966 kilómetros con inicio en la ciudad de Tonnerre y final en Les Sybelles, comprendiendo 1 contrarreloj individual (prólogo), 3 etapas de montaña, 1 etapa de media montaña y 3 etapas llanas.
| Etapa     | Fecha     | Recorrido                                       | type                    | Distancia (km) | Ganador              | Líder                |
| --------- | --------- | ----------------------------------------------- | ----------------------- | -------------- | -------------------- | -------------------- |
| Prólogo   | 22 de ago | Tonnerre – Tonnerre                             | contrarreloj individual | 3,5            | Søren Kragh Andersen | Søren Kragh Andersen |
| 1.ª etapa | 23 de ago | Chablis – Toucy                                 | etapa escarpada         | 160,5          | Jonas Koch           | Søren Kragh Andersen |
| 2.ª etapa | 24 de ago | Avallon – Arbois                                | etapa escarpada         | 193,5          | Mads Pedersen        | Tom Bohli            |
| 3.ª etapa | 25 de ago | Champagnole – Tournus                           | etapa escarpada         | 137            | Søren Kragh Andersen | Tom Bohli            |
| 4.ª etapa | 26 de ago | Annemasse – Cluses                              | etapa de media montaña  | 146,7          | Mads Würtz           | José Luis Rodríguez  |
| 5.ª etapa | 27 de ago | Megève – La Rosière (Montvalezan)               | etapa de montaña        | 103,1          | Guillaume Martin     | Gregor Mühlberger    |
| 6.ª etapa | 28 de ago | Bourg-Saint-Maurice – Saint-Michel-de-Maurienne | etapa de montaña        | 128,2          | Élie Gesbert         | Marc Soler           |
| 7.ª etapa | 29 de ago | Saint-Michel-de-Maurienne – Les Sybelles        | etapa de montaña        | 93,5           | Matvey Mamykin       | Marc Soler           |

## Clasificaciones finales
Las clasificaciones finalizaron de la siguiente forma:

### Clasificación general
| \| Clasificación general \| Clasificación general \| Clasificación general \| Clasificación general \| Clasificación general \| \| Ciclista \| Ciclista \| Equipo \| Tiempo \| \| \| --------------------- \| --------------------- \| --------------------- \| --------------------- \| --------------------- \| \| 1.º \| Marc Soler \| España sub-23 \| 24 h 58 min 14 s \| \| \| 2.º \| Jack Haig \| Australia sub-23 \| + 1 min 09 s \| \| \| 3.º \| Matvey Mamykin \| Rusia sub-23 \| + 2 min 50 s \| \| \| 4.º \| Sam Oomen \| Países Bajos sub-23 \| + 3 min 18 s \| \| \| 5.º \| Simone Petilli \| Italia sub-23 \| + 3 min 23 s \| \| \| 6.º \| Giulio Ciccone \| Italia sub-23 \| + 3 min 56 s \| \| \| 7.º \| Sindre Skjøstad Lunke \| Noruega sub-23 \| + 5 min 12 s \| \| \| 8.º \| Laurens De Plus \| Bélgica sub-23 \| + 6 min 12 s \| \| \| 9.º \| Sebastián Henao \| Colombia sub-23 \| + 6 min 56 s \| \| \| 10.º \| Guillaume Martin \| Francia sub-23 \| + 7 min 25 s \| \| |                       |                     |                  |
| |                       |                     |                  |
| Fuente: ProCyclingStats |                       |                     |                  |
| Clasificación general |                       |                     |                  |
| Ciclista | Ciclista              | Equipo              | Tiempo           |
| 1.º | Marc Soler            | España sub-23       | 24 h 58 min 14 s |
| 2.º | Jack Haig             | Australia sub-23    | + 1 min 09 s     |
| 3.º | Matvey Mamykin        | Rusia sub-23        | + 2 min 50 s     |
| 4.º | Sam Oomen             | Países Bajos sub-23 | + 3 min 18 s     |
| 5.º | Simone Petilli        | Italia sub-23       | + 3 min 23 s     |
| 6.º | Giulio Ciccone        | Italia sub-23       | + 3 min 56 s     |
| 7.º | Sindre Skjøstad Lunke | Noruega sub-23      | + 5 min 12 s     |
| 8.º | Laurens De Plus       | Bélgica sub-23      | + 6 min 12 s     |
| 9.º | Sebastián Henao       | Colombia sub-23     | + 6 min 56 s     |
| 10.º | Guillaume Martin      | Francia sub-23      | + 7 min 25 s     |

### Clasificación por puntos
| Clasificación por puntos | Clasificación por puntos | Clasificación por puntos | Clasificación por puntos | Clasificación por puntos |
| Ciclista                 | Ciclista                 | Equipo                   | Puntos                   |                          |
| ------------------------ | ------------------------ | ------------------------ | ------------------------ | ------------------------ |
| 1.º                      | Jonas Koch               | Alemania sub-23          | 57 pts                   |                          |
| 2.º                      | Mads Würtz               | Dinamarca sub-23         | 44 pts                   |                          |
| 3.º                      | Simone Consonni          | Italia sub-23            | 33 pts                   |                          |
| 4.º                      | Marc Soler               | España sub-23            | 27 pts                   |                          |
| 5.º                      | Gregor Mühlberger        | Austria sub-23           | 25 pts                   |                          |
| 6.º                      | Johannes Weber           | Alemania sub-23          | 25 pts                   |                          |
| 7.º                      | William Barta            | Estados Unidos sub-23    | 25 pts                   |                          |
| 8.º                      | Daniel Lehner            | Austria sub-23           | 24 pts                   |                          |
| 9.º                      | Jan Dieteren             | Alemania sub-23          | 24 pts                   |                          |
| 10.º                     | Gašper Katrašnik         | Eslovenia sub-23         | 23 pts                   |                          |

### Clasificación de la montaña
| Clasificación de la montaña | Clasificación de la montaña | Clasificación de la montaña | Clasificación de la montaña | Clasificación de la montaña |
| Ciclista                    | Ciclista                    | Equipo                      | Puntos                      |                             |
| --------------------------- | --------------------------- | --------------------------- | --------------------------- | --------------------------- |
| 1.º                         | Matvey Mamykin              | Rusia sub-23                | 67 pts                      |                             |
| 2.º                         | Guillaume Martin            | Francia sub-23              | 65 pts                      |                             |
| 3.º                         | Daniel Felipe Martínez      | Colombia sub-23             | 64 pts                      |                             |
| 4.º                         | Marc Soler                  | España sub-23               | 62 pts                      |                             |
| 5.º                         | Sebastián Henao             | Colombia sub-23             | 61 pts                      |                             |
| 6.º                         | Gregor Mühlberger           | Austria sub-23              | 44 pts                      |                             |
| 7.º                         | Germán Chaves               | Colombia sub-23             | 38 pts                      |                             |
| 8.º                         | Giulio Ciccone              | Italia sub-23               | 33 pts                      |                             |
| 9.º                         | Jack Haig                   | Australia sub-23            | 31 pts                      |                             |
| 10.º                        | Simone Petilli              | Italia sub-23               | 31 pts                      |                             |

### Clasificación por equipos
| Clasificación por equipos | Clasificación por equipos | Clasificación por equipos | Clasificación por equipos |
| Equipo                    | Equipo                    | Tiempo                    |                           |
| ------------------------- | ------------------------- | ------------------------- | ------------------------- |
| 1.º                       | Rusia sub-23              | 75 h 22 min 43 s          |                           |
| 2.º                       | Italia sub-23             | + 16 min 55 s             |                           |
| 3.º                       | Noruega sub-23            | + 20 min 44 s             |                           |
| 4.º                       | Colombia sub-23           | + 27 min 01 s             |                           |
| 5.º                       | Alemania sub-23           | + 47 min 35 s             |                           |
| 6.º                       | Países Bajos sub-23       | + 57 min 40 s             |                           |
| 7.º                       | Austria sub-23            | + 58 min 26 s             |                           |
| 8.º                       | España sub-23             | + 58 min 28 s             |                           |
| 9.º                       | Portugal sub-23           | + 1 h 13 min 22 s         |                           |
| 10.º                      | Bélgica sub-23            | + 1 h 16 min 07 s         |                           |

## Evolución de las clasificaciones
| Etapa                   | Vencedor                | Clasificación general Maillot jaune | Clasificación por puntos Maillot vert | Clasificación de la montaña Maillot à pois rouges | Clasificación por equipos Classement par équipe |
| ----------------------- | ----------------------- | ----------------------------------- | ------------------------------------- | ------------------------------------------------- | ----------------------------------------------- |
| Prólogo                 | Søren Kragh Andersen    | Søren Kragh Andersen                | Søren Kragh Andersen                  | no entregado                                      | Alemania sub-23                                 |
| 1.ª                     | Jonas Koch              | Søren Kragh Andersen                | Jonas Koch                            | Jonas Koch                                        | Alemania sub-23                                 |
| 2.ª                     | Mads Pedersen           | Tom Bohli                           | Jonas Koch                            | Imanol Estévez                                    | Dinamarca sub-23                                |
| 3.ª                     | Søren Kragh Andersen    | Tom Bohli                           | Aksel Nõmmela                         | Imanol Estévez                                    | Dinamarca sub-23                                |
| 4.ª                     | Mads Würtz              | José Luis Rodríguez Aguilar         | Aksel Nõmmela                         | Mads Würtz                                        | Dinamarca sub-23                                |
| 5.ª                     | Guillaume Martin        | Gregor Mühlberger                   | Jonas Koch                            | Guillaume Martin                                  | Noruega sub-23                                  |
| 6.ª                     | Élie Gesbert            | Marc Soler                          | Jonas Koch                            | Guillaume Martin                                  | Noruega sub-23                                  |
| 7.ª                     | Matvey Mamykin          | Marc Soler                          | Jonas Koch                            | Matvey Mamykin                                    | Noruega sub-23                                  |
| Clasificaciones finales | Clasificaciones finales | Marc Soler                          | Jonas Koch                            | Matvey Mamykin                                    | Noruega sub-23                                  |